# Libra bahameña
La libra bahameña o bien  libra de Bahamas fue la moneda intermitente de las islas Bahamas desde su período colonial británico en 1806 hasta 1810, desde 1825 —reacuñaciones con el año de 1806— hasta 1831 y desde 1868 (solo billetes) hasta 1966. Esta moneda poseía paridad cambiaria con la libra esterlina, la cual proveía de monedas a falta de acuñación propia, al igual que otras monedas coloniales genéricas que también circulaban, y se subdividía en 20 chelines y en 240 peniques, es decir, que cada chelín equivalía a 12 peniques.

## Historia
Los primeros colonizadores en 1648 eran puritanos provenientes de las islas Bermudas, trayendo consigo las piezas coloniales isleñas locales llamadas «monedas del cerdo» (hogge money, en inglés) de la libra bermudeña y las escasas libras esterlinas. Poblaron la isla Eleuthera Central en donde fundaron Governor's Harbour y al año siguiente colonizaron la vecina isla Nueva Providencia.
Al iniciar la colonización de todas las Bahamas desde 1670, año que se fundó Charles Town en la isla de Nueva Providencia, se transfirió su administración a la provincia de Carolina y como en esta circulaba a la par las escasas monedas de la libra esterlina, los dólares españoles y el chelín colonial angloamericano conocidos como «monedas de la bahía» o «monedas del pino», también se usaron en Bahamas.
En 1684 una flota española, dirigida por el corsario español Juan de Alarcón, destruyó la nueva población fundada y mantuvo una guarnición en la isla de Nueva Providencia, por lo que circuló el real español, hasta que la abandonaron a finales de 1686. Años después fue reocupada por los británicos en 1695 y fue reconstruido el poblado pero con el nuevo nombre de Nasáu.
Posteriormente se emitió papel moneda de libras coloniales en 1703 en dicha provincia de Carolina que también fue legal en las islas —y cuando dicha colonia se dividió en dos en 1712, continuó dependiendo de la nueva provincia de Carolina del Sur que seguía emitiendo moneda fiduciaria de libras locales que comenzaría a inflacionar— al mismo tiempo que los piratas caribeños tomaron la isla de Nueva Providencia y proclamaron la República pirata en donde utilizaban los dólares españoles que saqueaban hasta 1718, fecha que las Bahamas se convirtieron en colonia de la corona.
Luego comenzaron a llegar las nuevas piezas de chelines coloniales a la América británica como las «monedas de la rosa americana» desde 1722 y las «de Hibernia» desde 1730 hasta 1734, después las «monedas de voce populi», «tokens de Pitt » y los «cobres de la ceca de Machin» (Machin's Mills coppers, en inglés), todas desde 1762 hasta 1790 y circularon hasta que se acuñó por primera vez monedas propias en 1806 y en 1807: un penique de cobre y de bronce.
Dichos peniques se reacuñaron en los años siguientes con fecha de 1806 hasta que reaparecieron desde 1810 hasta 1825 unas fichas comerciales de Norteamérica británica o «fichas del barco» de 1⁄2 penique de cobre —«North America tokens» en inglés, con falso año estampado de 1781 para evadir impuestos canadienses— como remanente colonial del antedicho chelín de la América británica, luego de la Declaración de Independencia de los Estados Unidos, que también circuló en el Indias Occidentales Británicas y en la colonia de Berbice del norte de Sudamérica.
El dólar del ancla de las Indias Occidentales también se usó en toda la América británica desde 1822 y se utilizó en las Bahamas hasta 1825, para volver a usar las escasas monedas de la libra esterlina, por lo que se aprobó una Orden imperial a los efectos de poner en curso legal dinero británico en todas las colonias británicas. Al principio hubo ciertas dificultades para hacer efectiva la medida, pero en 1831 la misma comenzó a aplicarse más eficientemente con la acuñación de monedas del nuevo chelín colonial.
Las islas Bahamas con las islas Turcas y Caicos (hasta 1873 y desde 1962 hasta 1973), junto a las Bermudas y las del mar Caribe como las Antillas Menores —excepto Jamaica y dependencias— comenzarían a usar monedas coloniales fraccionarias del dólar de Guayana Británica e Indias Occidentales desde 1838 hasta 1916, estas eran de 2 y 4 peniques de plata .925.
A mediados del siglo XIX, la moneda británica colonial como de la metrópoli había reemplazado al dólar español en casi todas las Indias Occidentales Británicas. En las Bahamas, Bermudas y Jamaica, el reemplazo de la moneda colonial española fue absoluto, mientras que en los territorios del Caribe Oriental y en la Guayana Británica, el real de a ocho se mantuvo en relación con la moneda británica a una tasa fija de 1 real = 4 chelines y dos peniques. A diferencia de las Bermudas, el dólar estadounidense circuló libremente junto a la libra esterlina en todo el territorio bahameño.
Mientras circulaba el papel moneda de la libra bahameña, circulaban monedas las monedas de plata baja del chelín colonial desde 1942 y fueron remplazados por el dólar bahameño en 1966, a una tipo de cambio de 7 chelines = 1 dólar (1 libra = 2,86 dólares).

## Monedas
Las únicas monedas emitidas fueron en 1806 de 1 penique de cobre y de bronce y en 1807 de cobre, con reacuñaciones del mismo primer año, que circularon hasta la acuñación en 1810 de los «tokens del barco» del chelín colonial y en 1822 la del dólar del ancla de la América británica que se utilizaría hasta 1825. Posteriormente se usaron las escasas monedas británicas de la libra esterlina con reacuñaciones del penique con fecha de 1806.
Desde 1838 hasta 1916 circularon las monedas del dólar de Guayana Británica e Indias Occidentales, estas eran de 2 y 4 peniques de plata .925. A la par, se emitieron los primeros billetes de una libra bahameña en 1868 pero a partir de 1917, nuevamente volvieron a circular las monedas británicas a falta de acuñación propia ni colonial hasta la desaparición de la libra bahameña en 1966.

## Billetes
El Tesoro Público había emitido billetes de 1 libra en 1868, posteriormente el Gobierno Colonial imprimió papel moneda valuado en 1 y 5 libras, en el año 1870. El Banco de Nasáu inicialmente emitió billetes de 5, 10 chelines y 1 libra. Posteriormente se agregó a esta familia de billetes el de 4 chelines, en 1906.
Hacia 1917, el antedicho banco quebró, y la responsabilidad de emitir papel moneda quedó en manos del gobierno colonial de las Bahamas. En 1919, se emitió una nueva familia de billetes de 4 y 10 chelines, y 1 libra. En 1936 se agregó el billete de 5 libras.